# Christelijk College Schaersvoorde
Christelijk College Schaersvoorde is een Nederlandse scholengemeenschap op protestants-christelijke grondslag met vestigingen in Aalten, Winterswijk en Dinxperlo. De school biedt onderwijs aan op de niveaus vmbo, havo en vwo.
De scholengemeenschap bestaat sinds 1 augustus 1993. Op die dag werden de Christelijke Scholengemeenschap Aalten, de Christelijke Technische School (Aalten), de Christelijke Scholengemeenschap Langenhave (Aalten), de Christelijke Mavo Irene (Dinxperlo) en de Christelijke Mavo P.C. Mondriaan (Winterswijk) samengevoegd. De gekozen naam Schaersvoorde refereert aan het voormalige klooster Schaer dat bij Bredevoort lag.